# Жозе Аленкар
Жозе Аленкар Гомес да Сілва (порт. José Alencar Gomes da Silva; 1931—2011) — віцепрезидент Бразилії за президента Лулі да Сілва (203—2011).

## Життєпис
Народився в сімействі дрібних підприємців у місті Муріае, штат Мінас-Жерайс 17 жовтня 1931 року. Був одинадцятою дитиною у сім'ї Антоніа Гомеса да Сілва та Долорес Перес Гомес да Сілва. Ще дитиною він почав працювати, допомагаючи батькові у фамільному бізнесі, а потім працював разом із своїми братами, поки він сам не став успішним бізнесменом. У 1967 році Аленкар заснував компанію Coteminas, одну з найбільших бразильських текстильних компаній.
Перед тим, як він був обраний до Сенату в 1998 році, брав участь в виборих губернатора штату Мінас-Жерайс в 1994 році. В Сенаті працював в декількох комітетах, зокрема, в комітеті з економічних питань і комітеті з соціальних питань.
У 2002 році обраний віцепрезидентом разом з президентом Лулою, в зусиллі заспокоїти виборців, що Лула має упереджене ставлення до бізнесменів. Він був почесним президентом правоцентристської Ліберальної партії, але залишив свою партію в кінці 2005 року, щоб вступити до Бразильської республіканської партії.
На посту часто критикував свій власний уряд за нездатність знизити відсоткові ставки. У листопаді 2004 року він зайняв пост міністра оборони після відставки Жозе В'єгаса Фільо. Він пробував піти у відставку кілька разів, стверджуючи, що бізнесмен не найкращий командувач національної армії. Проте, президент Лула завжди переконував його залишитися, але у березні 2006 року Аленкар все ж таки залишив цей пост.
Незважаючи на його незгоду з позицією уряду з деяких питань, Лула офіційно запросив Аленкара знову приєднатися до нього на президентських виборах 2006 року. З перемогою Лули 29 жовтня, Аленказ забезпечив собі позицію віцепрезидента ще на один термін.
Помер в Сан-Паулу 29 березня 2011 року.